# Aphaenogaster epirotes
Aphaenogaster epirotes é uma espécie de inseto do gênero Aphaenogaster, pertencente à família Formicidae.